# Battaglia di Sulcoit
La battaglia di Sulcoit fu un'importante vittoria per la vittoria dei Dál gCais contro gli avversari, i norreni di Limerick guidati da Ivar di Limerick. L'esercito Dál gCais era guidato da Mathgamain mac Cennétig con il possibile aiuto del giovane fratello Brian Boru.

## Storia
Gli annali offrono solo questo breve resoconto della battaglia e del saccheggio di Limerick del giorno successivo. Il solo racconto completo dello scontro, compresi il contesto storico, il conflitto e le conseguenze, si trova nel controverso Cogad Gáedel re Gallaib.
Nonostante una netta vittoria contro quelli che venivano considerati nemici molto potenti, Sulcoit sembra aver portato poche conseguenze ad Ivar ed ai norreni stessi, i quali riapparvero nel giro di uno o due anni. Non furono cacciati da Munster prima del 972, il che successe solo grazie alle forze unite dei Dál gCais e dei rivali Eóganachta con l'aiuto di altri nobili della provincia.